# ماچ هدهام
ماچ هدهام (به انگلیسی: Much Hadham) یک روستا و محله مدنی در بریتانیا است که در East Hertfordshire واقع شده‌است. ماچ هدهام ۲٬۸۶۲ نفر جمعیت دارد.